# Conulidae
De Conulidae zijn een familie van uitgestorven zee-egels (Echinoidea) uit de orde Echinoneoida.

## Geslachten
- Conulopyrina Hawkins, 1921 †
- Conulus Leske, 1778 †
- Globator L. Agassiz, 1840 †
- Pygopyrina Pomel, 1883 †